# Giacinto Gallina
Giacinto Gallina (Venezia, 31 luglio 1852 – Venezia, 13 febbraio 1897) è stato un commediografo italiano, considerato l'erede della grande stagione goldoniana.

## Biografia

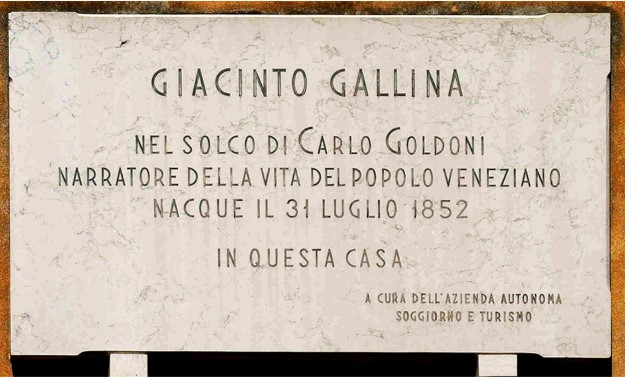
Lapide a Giacinto Gallina sulla casa natale, Salizada dei Greci

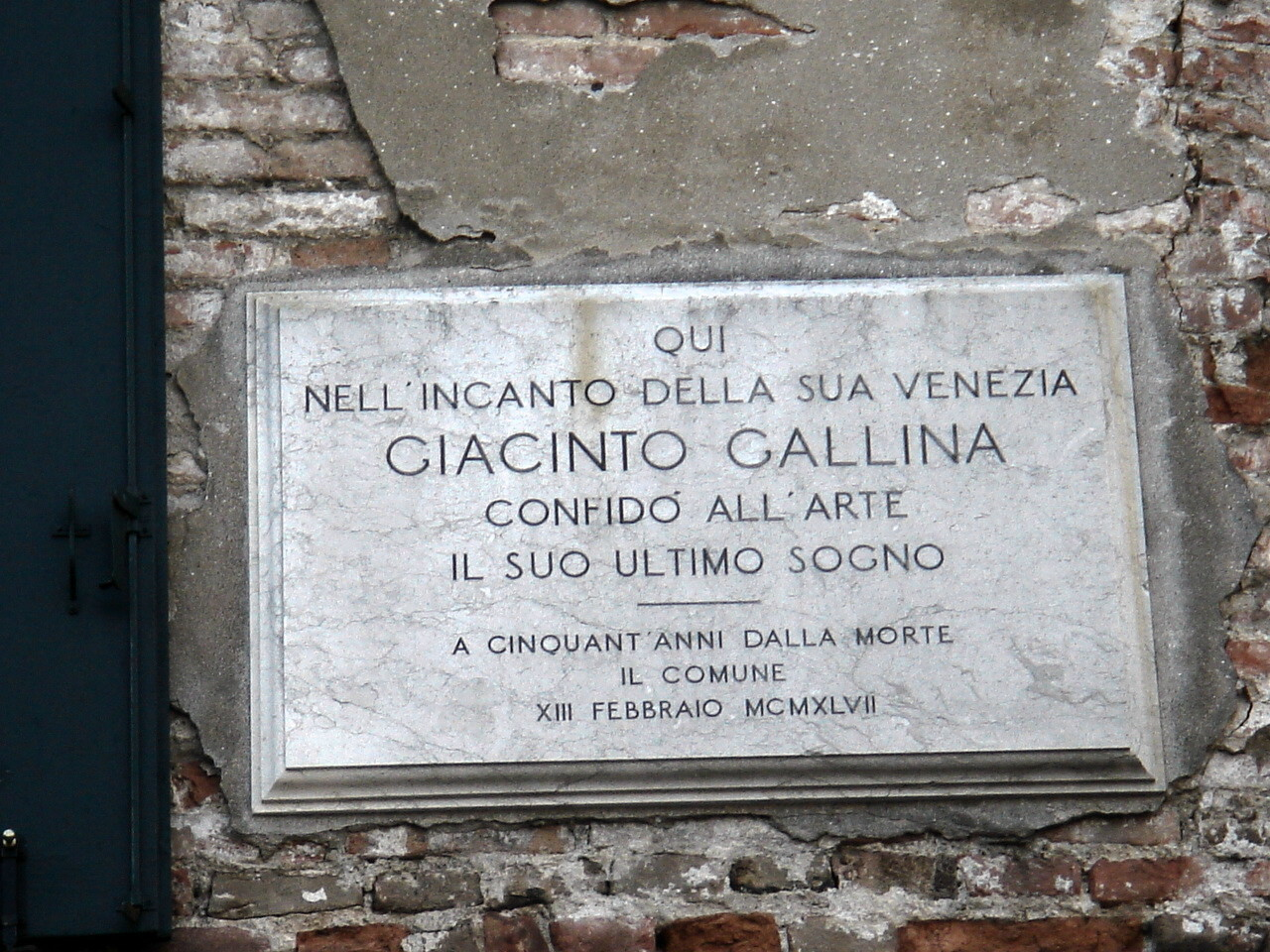
Lapide commemorativa di Giacinto Gallina, affissa presso la sua dimora, presso Rialto nel sestiere
di San Marco, luogo della morte

Nacque nella parrocchia di San Giovanni in Bragora (civico 3414 del sestiere di Castello) da Giuseppe e Anna Rota. Ancora bambino, i genitori si separarono e Giacinto andò a vivere col padre assieme al fratello Enrico (nato nel '54). Nella giovinezza, peraltro segnata dalla mancanza della figura materna, non si distinse particolarmente negli studi e i primi contatti con la commedia li ebbe solo tramite il padre che, essendo medico comunale, fu incaricato dal municipio a prestare servizio nei teatri. Frequentò il collegio "Cestari", passando quindi al liceo "Marco Polo" e infine al liceo "Foscarini". Qui compose un'epigrafe dedicata a Daniele Manin, secondo alcuni non priva di pregi, che tuttavia non lo salvò dalla bocciatura. Abbandonati gli studi classici, entrò nell'orchestra del Teatro Malibran (era un buon violoncellista), arrotondando le entrate dando lezioni di pianoforte.
Cominciò ad interessarsi veramente di teatro già a sedici anni: in una prefazione alle sue commedie, ricordava di avere scritto allora una lunga e farraginosa tragedia (Amore e Onestà) ma, più per impratichirsi nell'arte, decise di metterla da parte componendo una commedia, L'Ipocrisia (poi rivista e reintitolata Uno zio ipocrita). Il 22 ottobre 1870 riuscì anche a farla rappresentare, ottenendo però più critiche che apprezzamenti, sebbene qualcuno riconoscesse le sue potenzialità. Spronato da questi tiepidi commenti, decise di recuperare la tragedia e, il 24 marzo 1871, la presentò al pubblico dell'Apollo (l'attuale Teatro Goldoni), ottenendo però un inesorabile fiasco. Demoralizzato ma non ancora arreso (ad un amico scrisse: «La vita è una prova - Corriamo a provar»), decise, inizialmente a controvoglia, di convertirsi alla commedia dialettale ispirata di Carlo Goldoni. Spinto dal capocomico Angelo Moro Lin, alla cui compagnia restò da ora sempre legato, si rivolse al dialetto, e scrisse Le barufe in famegia (ispirata alla goldoniana  La famiglia dell'antiquario)  che, rappresentata il 12 gennaio 1872, segnò il primo successo per il Gallina.
Appena quarantenne, il commediografo cominciò ad ammalarsi gravemente, prima di tifo, quindi di un ascesso al fegato. Durante il ricovero in ospedale, il sindaco e amico Riccardo Selvatico lo unì civilmente alla convivente, l'attrice Paolina Campsi, ma morì poco dopo, nella casa di Rialto.
Le sue opere si caratterizzarono per la descrizione della crisi dell'aristocrazia, delle inquietudini della borghesia, del tradizionalismo dei gondolieri della Venezia post-risorgimentale, impregnata di un fondo ottimistico non esente da note patetiche.
È sepolto a Venezia, nel cimitero di San Michele (Recinto II, portico est).

## Opere per il teatro
(opera parziale)

### In italiano

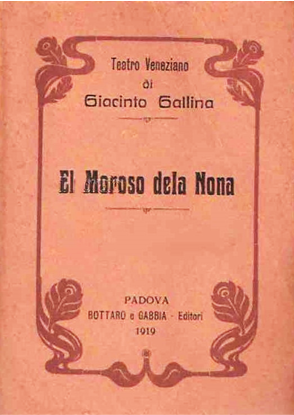

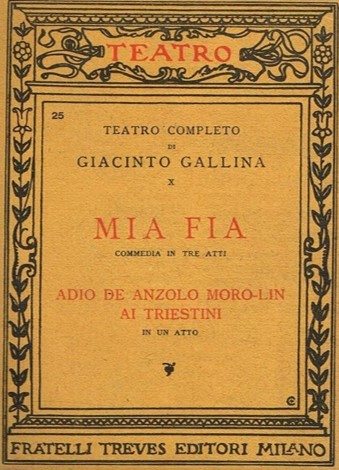

- Uno zio ipocrita (1870)
- L'ambizione di un operaio (1871)
- Una scimmia coi fiocchi (1874)
- Un monologo per la servetta (1876)

### In veneziano
- Le baruffe in famegia (1872)
- Nissun va al monte (1872)
- Una famegia in rovina (1872)
- El fragion (1872)
- El moroso de la nona (1875)
- La chitarra del papà (1875)
- Zente refada (1875)
- Tuti in campagna (1876)
- Teleri veci (1877)
- Mia fia (1878)
- I oci del cuor (1879)
- Amor in paruca (1880)
- Pessi fora de aqua (scritta con Riccardo Selvatico) (1882)
- Esmeralda (1888)
- Serenissima (1891)
- Fora del mondo (1892)
- La famegia del Santolo (1892)
- Epilogo. I fioi al pare  (1893)
- La base de tuto (1894)
- Senza bussola (1897)

### Edizioni
- Giacinto Gallina, Tutto il teatro, a cura di Piermario Vescovo, Marsilio, 2001-2003
  - Vol. 1: 1870-1873, LXXXIV-472 p., ISBN 9788831783439
  - Vol. 2: 1874-1877, VIII-440 p., ISBN 9788831776639
  - Vol. 3: 1878-1884, VI-532 p., ISBN 9788831778718
  - Vol. 4: 1888-1896, 389 p., ISBN 9788831781718